# 8058 Zuckmayer
A 8058 Zuckmayer (ideiglenes jelöléssel 3241 T-3) a Naprendszer kisbolygóövében található aszteroida. Cornelis Johannes van Houten, Ingrid van Houten-Groeneveld és Tom Gehrels fedezte fel 1977. október 16-án.